# Beata Wąsowska
Beata Wąsowska (ur. 30 sierpnia 1955 w Orzeszu) – polska malarka, projektantka grafiki reklamowej i wydawniczej, pedagog. W latach 1971–2001 biegaczka biegu na orientację. Mieszka w Tychach.

## Sztuka
Uprawia sztuki piękne (malarstwo sztalugowe) i sztukę krytyczną (digrafia, found footage). Projektantka grafiki reklamowej i wydawniczej. Zajmuje się nowymi mediami. Od 1985 indywidualna droga artystyczna, pedagog. W latach 1986–1999 nauczyciel sztuki. Studiowała na Wydziale Grafiki w Katowicach, filii Akademii Sztuk Pięknych w Krakowie. Malarstwo studiowała w pracowni Jerzego Dudy-Gracza (1981/1982) oraz w pracowni Macieja Bieniasza. Projektowanie graficzne książki w pracowni profesora Adama Romaniuka. W 1985 roku uzyskała dyplom z projektowania graficznego książki oraz aneks do dyplomu z malarstwa (promotor dyplomu – Jacek Rykała), a następnie stypendium Ministra Kultury i Sztuki. Przygotowała 45 wystaw indywidualnych malarstwa. Brała udział w 67 prezentacjach zbiorowych malarstwa w kraju i zagranicą. Gość krajowych i międzynarodowych plenerów malarskich. Darczyńca wielu fundacji. Juror w konkursach plastycznych, instruktor warsztatów artystycznych.Pomysłodawczyni i inicjatorka projektu artystycznego Akcja Sztuki. Kuratorka I edycji pt. Akcja Sztuki > Kobiety (01.12.2009 – 31.01.2010)oraz II edycji pt. Akcja Sztuki > Nowe (01.12.2010 – 31.01.2011). Współinicjatorka akcji Zielona Oś 2.0 (24.09.2011).
Członek Związku Polskich Artystów Plastyków oraz Soroptimist International klub w Tychach.
Prace w zbiorach instytucji, muzeów oraz osób prywatnych w kraju i zagranicą.

## Wybrane wystawy indywidualne
- 2010 Miejska Galeria Sztuki OBOK – FRAGMENTY – retrospektywa,
- 2009 Galeria Piano Nobile w Krakowie,
- 2008 Centrum Kultury w Andrychowie,
- 2007 Miejskie Centrum Kultury w Tychach; Instytut Mikołowski im. Rafała Wojaczka w Mikołowie,
- 2006 Galeria Instytutu Mikołowskiego – Mikołów,
- 2005 Club des Arts Club – Rada Europy – Strasburg, Francja,
- 2004 Galeria MM – Chorzów,
- 2003 Galeria ART. 5 w Szczecinie, Miejska Galeria Sztuki w Świnoujściu; „Galeria 22” – Katowice, Galeria „Miriam” Tychy; Galeria MDK w Mikołowie, Galeria MBWA w Olkuszu,
- 2002 Instytut Mikołowski, Mikołów; Galeria LO w Tychach; Muzeum Śląskie w Katowicach; Pałac Sztuki w Krakowie; KRF Berlin,
- 2001 Galeria „SD”, Warszawa,
- 2000 Galeria Polskiego Radia w Katowicach „NA ŻYWO”; Galeria Piano Nobile w Krakowie,
- 1999 Muzeum Historii Katowic, Galeria MDK „Artyści Młodym”, Tychy, Galerie KRF – Kolonia, Niemcy; Muzeum w Gliwicach, Galeria „Simona” – Ostrawa, Czechy,
- 1998 Miejska Galeria Sztuki OBOK – Tychy; Galeria MDK – Mikołów ; Galeria „PRASKA” – Warszawa; GALERIE KRF – Bruhl, Niemcy,
- 1997 Państwowa Galeria Sztuki „Wieża Ciśnień” – Konin; Instytut Mikołowski im. Rafała Wojaczka w Mikołowie; Galeria „Wzgórze” – Bielsko-Biała,
- 1992 Galeria „Miriam” – Tychy,
- 1991 Galeria MDK – Tychy,
- 1990 Galeria Muzeum Śląskiego „Pod Pręgierzem” – Katowice, „Oringen” – Göteborg, Szwecja,
- 1989 Galeria BWA – Bytom; „Oringen” – Östersund, Szwecja,
- 1988 Galeria BWA – Tychy; Galeria BWA – Pszczyna; Galeria ZPAP – Katowice,
- 1986 Galeria LO im. L. Kruczkowskiego – Tychy; Galeria MDK „Tęcza” – Tychy.

## Cykle tematyczne
- „Terra Incognita” – Pierwszy pokaz: ZPAP, Katowice, 1988; słowo wstępne: Henryka Jarema.
- „Trzy kobiety” – Pierwszy pokaz: Wieża Ciśnień – Konin, 1997; słowo wstępne: Jerzy Duda-Gracz, Roland Kostrzewa.
- „Kolory i formy” – Pierwszy pokaz: Muzeum Historii Katowic, 1997; słowo wstępne: Natalia Kruszyna.
- „W rozproszeniu” – Pierwszy pokaz: Galeria MM – Chorzów,1998.
- „W oczekiwaniu na…” – Pierwszy pokaz: Muzeum w Gliwicach, 1999; słowo wstępne: Tadeusz Lewandowski.
- „Paradoks” – Pierwszy pokaz: Galeria Polskiego Radia w Katowicach „NA ŻYWO”, 2000; słowo wstępne: Maciej Szczawiński.
- „Dowód na usta” – Galeria „SD” Warszawa, 2002; słowo wstępne: Marta Fox.
- „Labirynt” – Instytut Mikołowski, Mikołów, 2002; słowo wstępne: Paweł Targiel.
- „Barwy ochronne” – Galeria LO im. L. Kruczkowskiego – Tychy, 2002; słowo wstępne: Andrzej Balcarczyk.
- „Przemiana” – Pierwszy pokaz: Muzeum Śląskie w Katowicach, 2002; słowo wstępne: Maciej Szczawiński.
- „Multikolor” – Club des Arts Club – Rada Europy – Strasburg, Francja, 2005; teksty: Paweł Targiel, Maciej Melecki, Arkadiusz Kremza.
- „Nie bez Kozyry” – Pierwszy pokaz: MCK Tychy, 2007.
- „Kobiety takie jak ja” – Pierwszy pokaz: Galeria Piano Nobile w Krakowie, 2009; teksty: Agata Buchalik-Drzyzga, Marta Fox, Barbara Grodek, Tamara Kalinowska, Ewa Rosiek-Buszko, Anna Szałapak.

## Sport
Od roku 1971 uprawiała biegi na orientację. W latach 1975–1997 była zawodniczką biegu na orientację w klubach sportowych Start Katowice, Start Podlesianka, Wawel Kraków, UNTS Warszawa.
W latach 1976–1981 instruktor sekcji bno. W latach 1975–1985 zawodniczka kadry narodowej. Mistrzyni Polski w I (1979) i II (1978) Mistrzostwach Polski w Indywidualnym Biegu na Orientację w kategorii K-19. Mistrzyni Polski w nocnym bno w kategorii K-19 w roku 1980. Wicemistrzyni Polski w VI (1982) Mistrzostwach Polski w bno w kategorii K-19. Mistrzyni Polski w II (1979) Sztafetowych Mistrzostwach Polski w kategorii K-19. 3. miejsce w VI Międzynarodowej spartakiadzie w bno 1979, Czechosłowacja. Najlepsza z Polek na Mistrzostwach Świata w Biegu na Orientację w Tampere w Finlandii w 1979. Odznaczona odznaką Mistrza Sportu.